# Vendelais
Le Vendelais est un pays traditionnel de Bretagne. Ce pays est situé à l'est du département d'Ille-et-Vilaine et dans la région des Marches de Bretagne, entre Fougères et Vitré.

## Description
Il s'agit d'un territoire à l'Histoire et au terroir communs et s'appuie sur les types de danses ou de costumes ainsi que sur la langue. Il correspond, en grande partie, aux terres de la baronnie de Vitré ; le Nord du Vendelais appartenait, quant à lui, à la baronnie de Fougères, au même titre que le Coglais.

## Les communes du Vendelais
- Argentré-du-Plessis
- Balazé
- Beaucé
- Billé
- Bréal-sous-Vitré
- Brielles
- Champeaux
- Châtillon-en-Vendelais
- Combourtillé
- Cornillé
- Dompierre-du-Chemin
- Erbrée
- Étrelles
- Fleurigné
- Fougères
- Gennes-sur-Seiche
- Javené
- La Chapelle-Erbrée
- La Chapelle-Janson
- La Chapelle-Saint-Aubert
- La Selle-en-Luitré
- Laignelet
- Landavran
- Le Loroux
- Le Pertre
- Louvigné-de-Bais
- Luitré
- Marpiré
- Mecé
- Mondevert
- Montautour
- Montreuil-des-Landes
- Montreuil-sous-Pérouse
- Parcé
- Pocé-les-Bois
- Princé
- Saint-Aubin-des-Landes
- Saint-Christophe-des-Bois
- Saint-Didier
- Saint-Georges-de-Chesné
- Saint-Jean-sur-Vilaine
- Saint-M'Hervé
- Taillis
- Torcé
- Val-d'Izé
- Vendel
- Vitré